# Mezőkövesd
Mezőkövesd is een plaats (város) en gemeente in het Hongaarse comitaat Borsod-Abaúj-Zemplén. Mezőkövesd telt 17 841 inwoners (2001).
De regio is, gezien de archeologische vondsten, bewoond sinds de Steentijd. In de tijd voordat de Hongaren het land binnenvielen (ca. 900) was de regio bewoond door Slaven.
Nu is Mezökövesd het centrum van het Matyo volk, bekend door zijn klederdrachten, die in het museum in het centrum van de stad te bewonderen zijn, maar ook in de vele kleine musea die zijn ingericht in authentieke huizen.